# Públio Cornélio Arvina
Públio Cornélio Arvina (em latim: Publius Cornelius Arvina) foi um político da gente Cornélia da República Romana, eleito cônsul por duas vezes, em 306 e 288 a.C. com Quinto Márcio Trêmulo nas duas vezes. Possivelmente era filho de Aulo Cornélio Cosso Arvina, cônsul em 343 e 332 a.C.

## Primeiro consulado (306 a.C.)
Públio Cornélio foi eleito cônsul em 306 a.C. com Quinto Márcio Trêmulo. Durante seu primeiro mandato, Trêmulo lutou contra os hérnicos de Anâgnia, derrotando-os facilmente e capturando a cidade. Por isso, conseguiu marchar para auxiliar Arvina, que estava lutando em Sâmnio. Quando chegou, seu exército foi atacado de surpresa pelos samnitas, mas Arvina foi socorrê-lo e os dois conseguiram uma brilhante vitória sobre o inimigo. Arvina ficou em Sâmnio e Trêmulo voltou para Roma, onde celebrou um triunfo por sua campanha contra hérnicos.

## Censor (294 a.C.)
Foi eleito censor em 294 a. C.

## Segundo consulado (288 a.C.)
Públio Cornélio foi eleito cônsul pela segunda vez em 288 a.C., repetindo a parceria com Quinto Márcio Trêmulo.